# Hiddensee

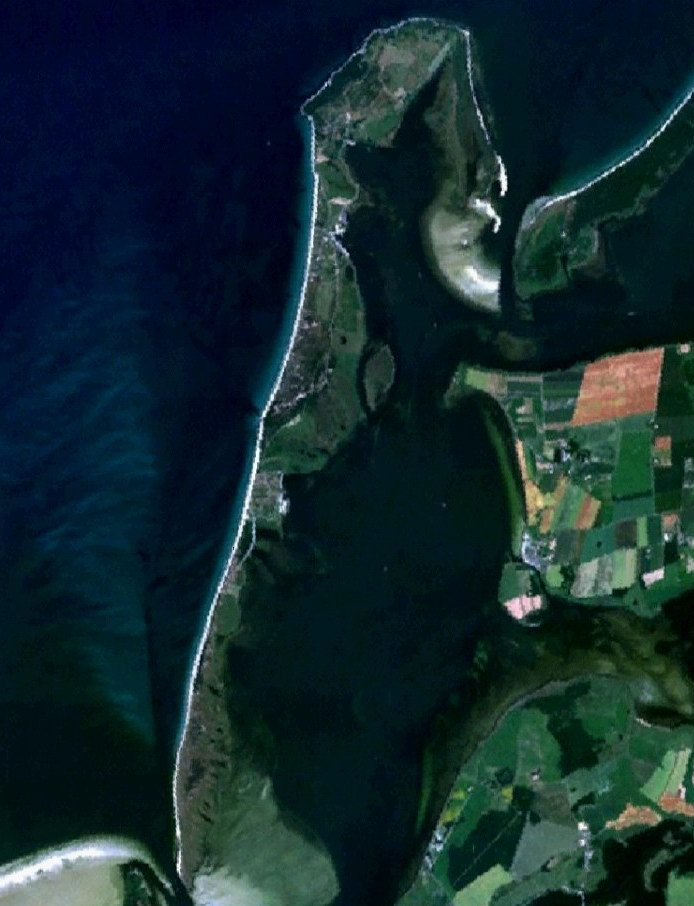
Satellite Image of Hiddensee

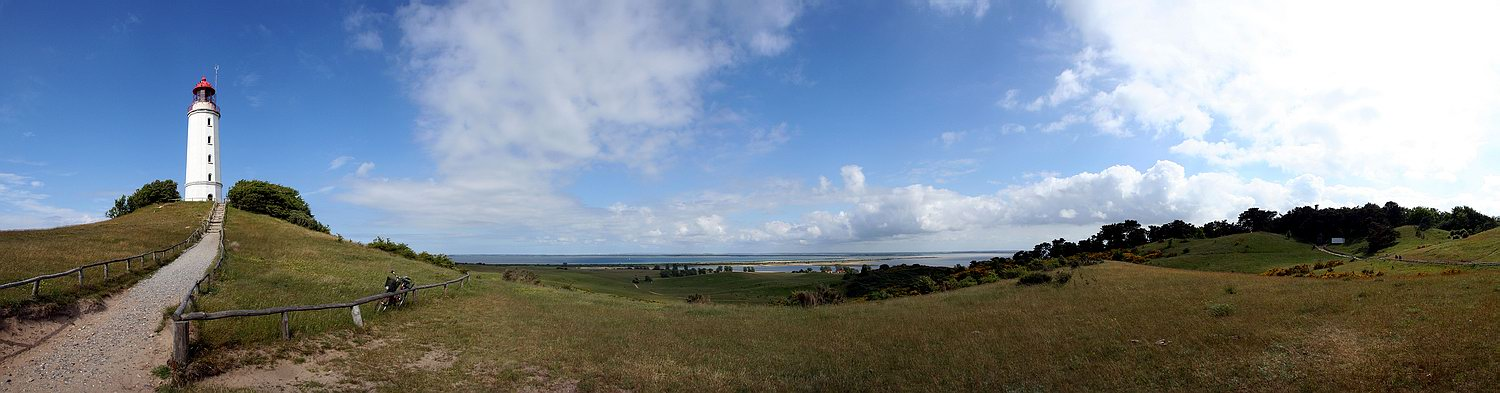
Lighthouse at the Dornbusch

Hiddensee (ˈhɪdənzeːⓘ)là một đô thị thuộc huyện Vorpommern-Rügen (trước thuộc huyện Rügen), bang Mecklenburg-Vorpommern, miền bắc nước Đức.